# Lea Ypi
Lea Ypi (née le 8 septembre 1979) est une auteure et universitaire albanaise. Elle est professeure de théorie politique à la London School of Economics (LSE). Elle est membre du jury du Deutscher Memorial Prize .

## Biographie
Léa Ypi est née à Tirana, l'aînée des enfants de Xhaferr Ypi et Vjollca Veli qui étaient des citoyens ordinaires sous le régime communiste, mais qui se sont ensuite impliqués dans la politique démocratique albanaise à la fin de l'enfance d'Ypi avant la guerre civile albanaise en 1997. Elle a grandi à la fois en Albanie communiste et post-communiste, l'expérience de cette transition étant le sujet principal de son livre Free: Coming of Age at the End of History (2021). Bien que sa famille ait été contrainte d'être athée sous le régime communiste, sa famille était musulmane à l'origine. Ypi elle-même dit qu'elle est maintenant agnostique. L'un de ses arrière-grands-pères paternels, Xhafer Ypi, a été brièvement Premier ministre d'Albanie dans les années 1920, et a également très brièvement dirigé le gouvernement albanais après l'occupation italienne.

## Formation
Ypi obtient une licence en philosophie à l'université de Rome « La Sapienza » en 2002 et une licence en littérature et journalisme de la même institution en 2004. Elle obtient son doctorat à l'Institut universitaire européen en 2008 sous la direction de Peter Wagner,.
En plus de sa langue maternelle, l'albanais, Ypi parle couramment l'anglais, l'italien et le français.

## Travaux universitaires
Les recherches d'Ypi portent sur la théorie politique normative (y compris la théorie démocratique, les théories de la justice et les questions de migration et de droits territoriaux), la pensée politique des Lumières (en particulier Kant), le marxisme et la théorie critique, ainsi que l'histoire intellectuelle des Balkans, en particulier son Albanie natale.
Son livre Free: Coming of Age at the End of History a été sélectionné pour le Baillie Gifford Prize for Nonfiction, et le Costa Prize for Biography. Il a remporté le prix Ondaatje, le prix Slightly Foxed First Biography, et a été mémoire de l'année du Sunday Times et un livre de l'année pour The Guardian, The New Yorker, le Financial Times, The Times Literary Supplement, The Spectator, New Statesman et le Daily Mail. En 2022, BBC Radio 4 a créé un épisode sur ce livre dans sa série Book of the Week .